# Coenomyia basalis
Coenomyia basalis är en tvåvingeart som beskrevs av Matsumura 1915. Coenomyia basalis ingår i släktet Coenomyia och familjen vedflugor. Inga underarter finns listade i Catalogue of Life.